# Pelargoderus arouensis
Pelargoderus arouensis är en skalbaggsart som först beskrevs av Thomson 1858.  Pelargoderus arouensis ingår i släktet Pelargoderus och familjen långhorningar. Inga underarter finns listade i Catalogue of Life.